# ヴォルフガング・パーレン
ヴォルフガング・パーレン（Wolfgang Paalen、1905年7月22日 - 1959年9月24日）は、オーストリアに生まれ、主にフランス、メキシコ、アメリカ合衆国で活躍した画家、彫刻家、芸術哲学者。1930年代にアンドレ・ブルトンを中心とするシュルレアリスムの運動に参加。濡れたキャンバスの表面をろうそくの煙で燻すフュマージュの技法を生み出した。第二次大戦勃発の前年にフリーダ・カーロの招きに応じてメキシコに亡命。抽象表現主義の先駆けとなる芸術雑誌『DYN (ディン)』を創刊し、シュルレアリスムと決別。先住民の世界観や量子論に基づく芸術理論を展開し、画風も大きく変容した。

## 背景
1905年7月22日、ヴォルフガング・ローベルト・パーレンとしてウィーンに生まれた。

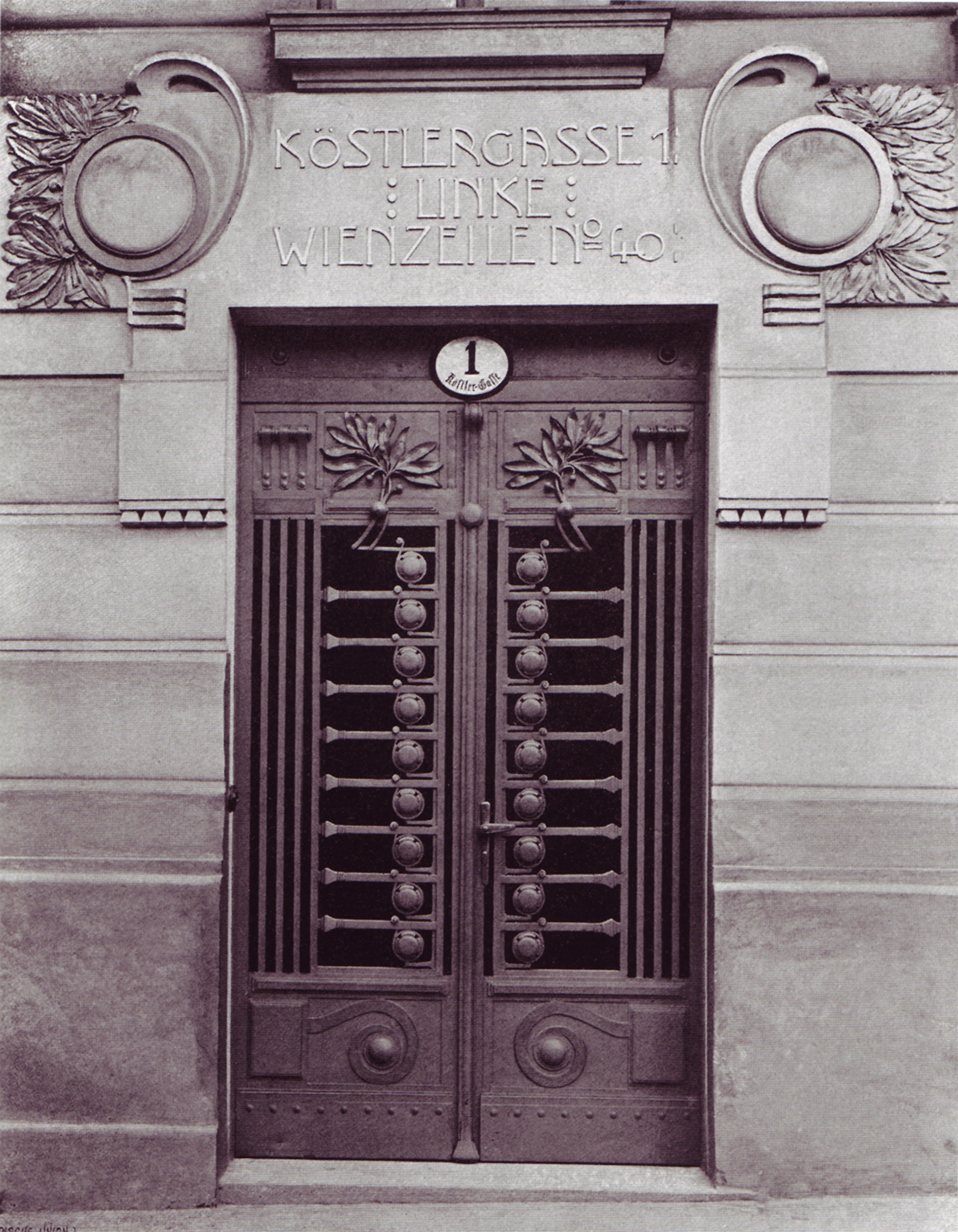
ウィーン分離派の建築家オットー・ヴァーグナーの設計によるパーレンの生家（Köstlergasse 1）の入口（写真提供：Andreas Neufert）

1873年にチェコのブルノに近い小村ブゼネツに生まれた父グスタフ・ローベルト・パーレンは、真空瓶（魔法瓶）、真空掃除機などの真空装置や気流式加熱装置などを発明した大実業家で、著名な美術品蒐集家でもあった。現在ベルリン国立美術館所蔵のティツィアーノやルーカス・クラナッハの絵画などは、パーレン家旧所蔵の作品である。彼はポーランド系ユダヤ人（アシュケナジム）とスペイン系ユダヤ人（セファルディム）の血筋を引くが、ウィーンに移り住んだ後、1900年にプロテスタントに改宗。同時に「ポラック」から「パーレン」に改姓した。ウィーン分離派の建築家オットー・ヴァーグナーが設計し、1898年から99年にかけて建設された集合住宅（リンケ・ヴィーンツァイレ）に居住し、ドイツ生まれの女優のクロティルド・エミリー・グンケルと結婚。4人の息子をもうけた。ヴォルフガングは長子である。

## 教育
父グスタフはシュタイアーマルク州グラーツ＝ウムゲーブング郡ハーゼルスドルフ・トベルバートに豪勢な保養施設「トベルバート」を開設した。ここは、作曲家グスタフ・マーラー、作家・画家のフリッツ・フォン・ヘルツマノヴスキィ＝オルランド、美術評論家・小説家のユリウス・マイヤー＝グラーフェ、イーダ・ツヴァイク（作家・評論家のシュテファン・ツヴァイクの母）らの芸術家が集まる場となり、また、アルマ・マーラーはパーレンを介して建築家ヴァルター・グロピウスに出会ったとされる。ヴォルフガングはこの地にしばしば滞在し、とりわけ、マイヤー＝グラーフェから大きな影響を受けた。また、この後、ショーペンハウアーやニーチェの思想、ドイツ・ロマン主義、マックス・ヴェルトハイマーのゲシュタルト心理学、インドのヴェーダからも影響を受けることになる。

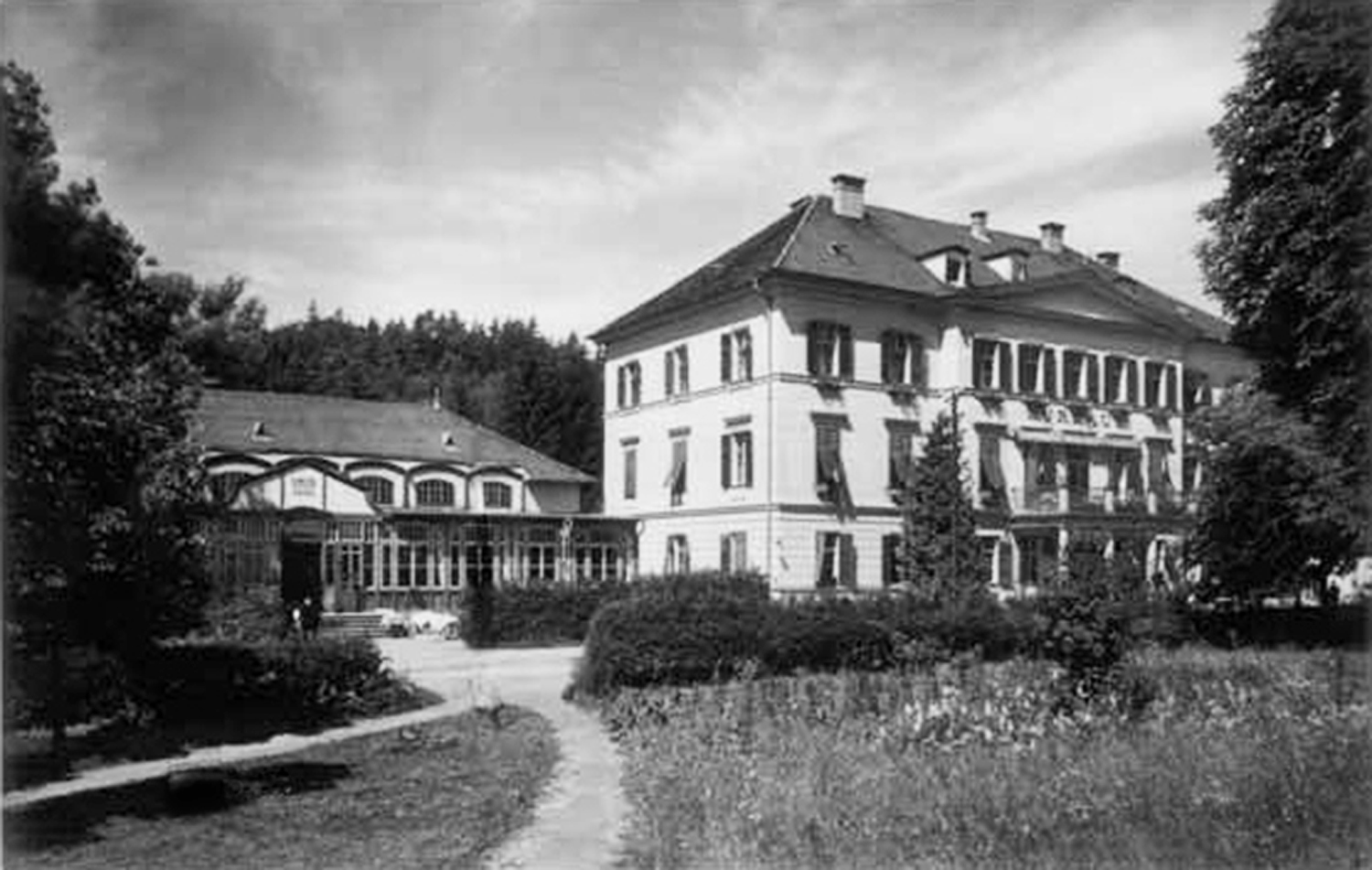
父グスタフがオーストリアシュタイアーマルク州に開設した保養施設トベルバート（1910年頃）

パーレン一家は1912年にベルリンに越し、次いでポーランドのジャガン（ルブシュ県）の古城を購入して修復し、ここに移り住んだ。ヴォルフガングは、この古城で、ある夜、夢とも現実ともつかない幻想的な光景を目の当たりにしたことが、後のシュルレアリスムの絵画、とりわけ、「知覚される世界と象徴的な世界が分かち難い」彼の絵画に影響したと語っている。ヴォルフガングはジャガンの学校に通う傍ら、家庭で個人教育を受けた。教師は教会のオルガニストでもあり、彼の影響でヨハン・ゼバスティアン・バッハに傾倒した。

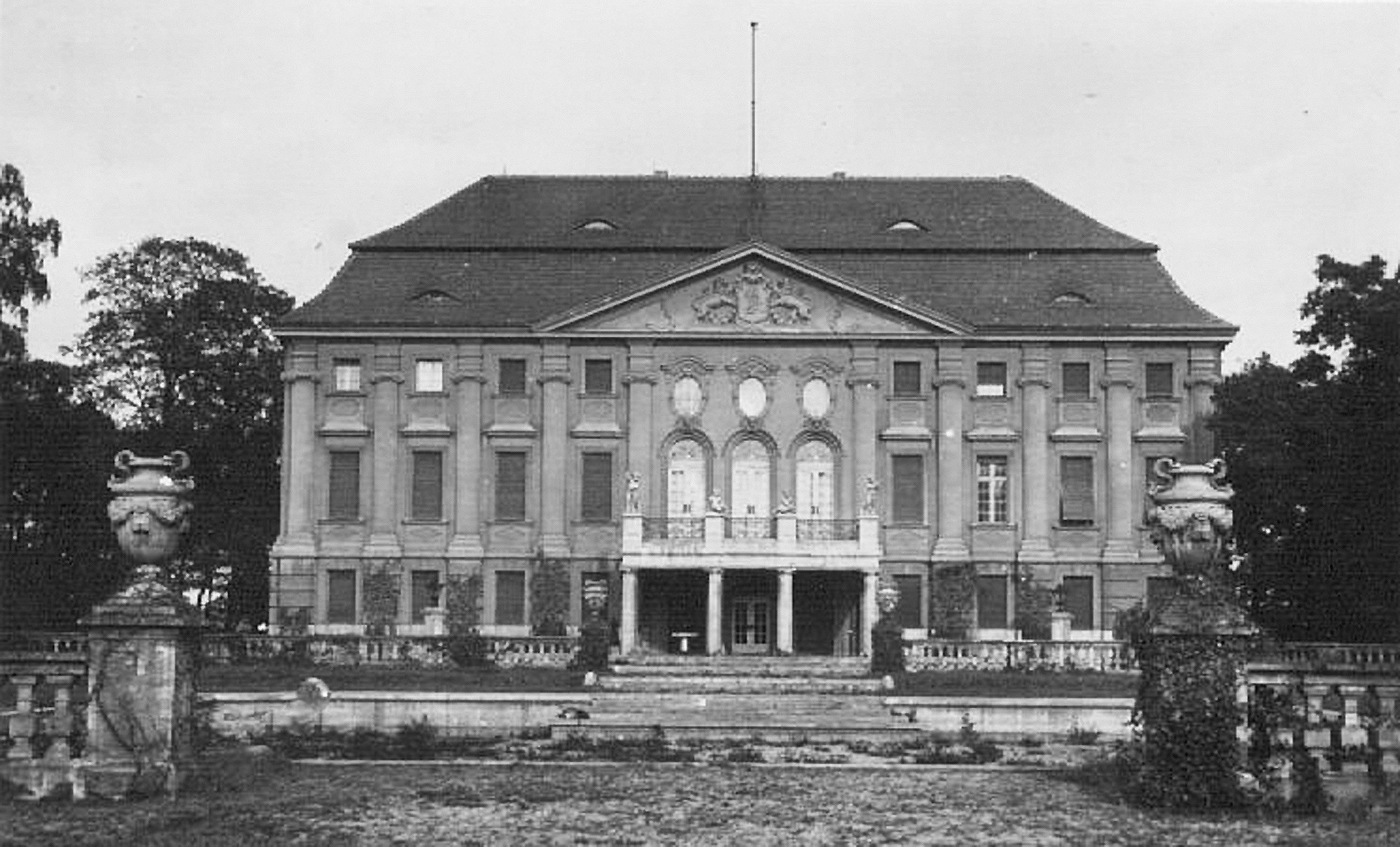
1913年から1934年までパーレン一家が住んだポーランドのジャガンの古城（Sankt Rochusburg、1917年）

1919年に一家はローマに越した。ジャニコロの丘に瀟洒な館を構え、多くの客を迎え入れた。ヴォルフガングが最初に師事したベルリン分離派の画家レオ・フォン・ケーニッヒもその一人であった。また、考古学者で当時バッラッコ美術館の館長であったルートヴィヒ・ポラックに出会ったのもこのときであり、ポラックを通じて古代ギリシア・ローマの美術を学んだ。1923年に一人でベルリンに戻り、ベルリン芸術アカデミー（現ベルリン芸術大学）を受験したが不合格。生涯にわたって交友を重ねることになるスイス生まれの写真家・音楽家・美術品蒐集家エヴァ・スルザーに出会った。

## フランス

### 抽象絵画

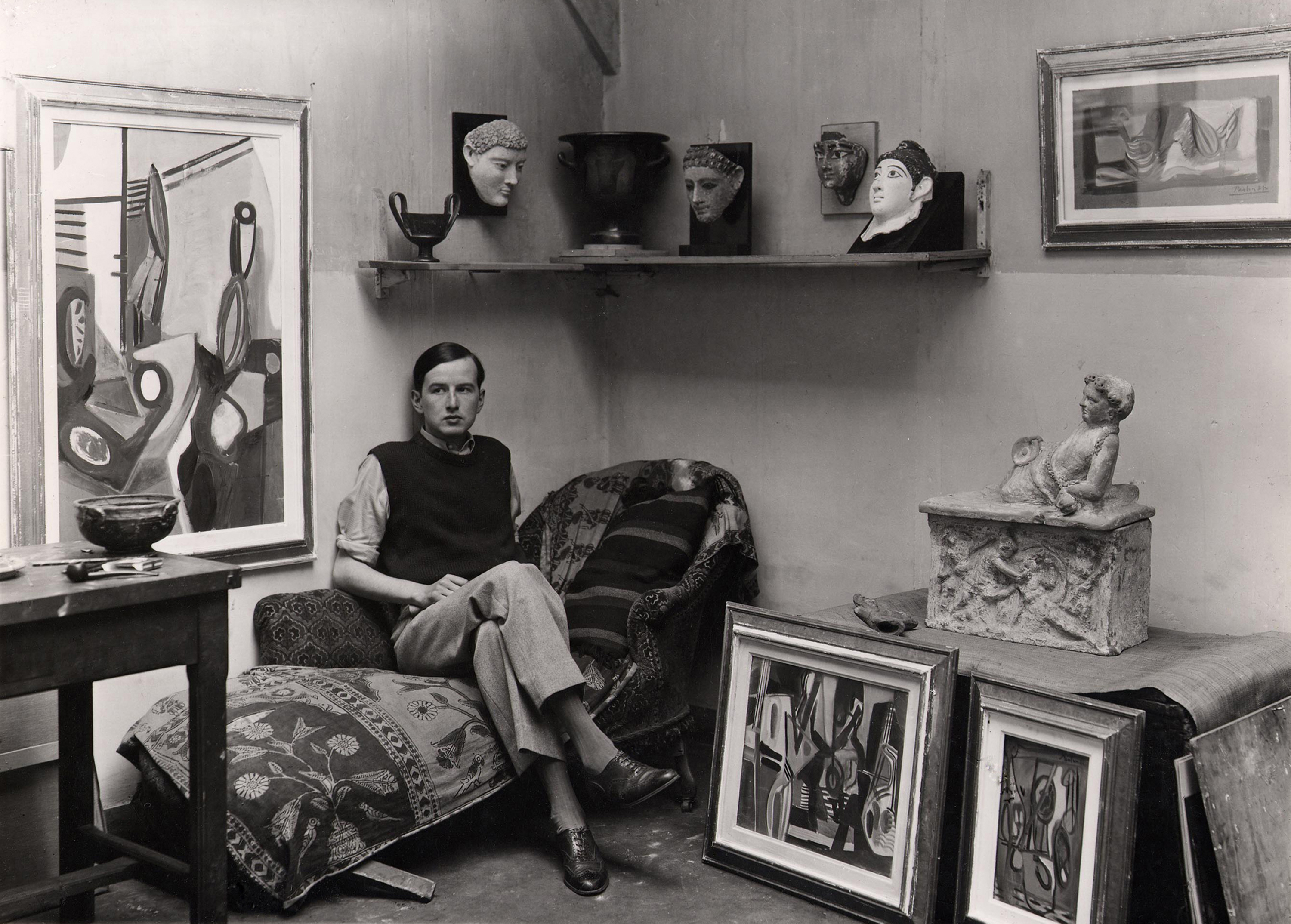
パリ14区のアトリエのパーレン（Eva Sulzer 撮影、1933年頃）

1925年にベルリン分離派展に出品。さらに美学を学んだ後に渡仏。翌年にかけてパリおよび南仏カシス（プロヴァンス＝アルプ＝コート・ダジュール地域圏、ブーシュ＝デュ＝ローヌ県）で学び、英国の画家、美術品蒐集家、美術評論家ローランド・ペンローズと彼の妻で造形作家のヴァランティーヌ・ペンローズ、オスマン帝国出身の画家ジャン・ヴァルダ、フランスの画家ジョルジュ・ブラックらに出会った。ミュンヘンのハンス・ホフマン美術学校に学んだ後、1928年にサントロペを訪れ、フランスに定住する決意をした。1928年は栄華を誇ったパーレン家が衰退の兆しを見せ始めた年であった。弟ハンス＝ペーターがベルリンの精神病院で死去し、両親は離婚。父グスタフは翌1929年のウォール街大暴落の影響を受けて財産を失った。さらにもう一人の弟ライナーが拳銃自殺を図り、ベルリンの病院に搬送された。事件を目撃したヴォルフガングは治療に付き添ったが、ライナーはこの後1933年に失踪し、1942年にチェコスロバキアの精神病院で死去した。
1929年にパリに定住し、短期間だがフェルナン・レジェに師事した。1933年、抽象彫刻家・画家のオーギュスト・エルバン、ジョルジュ・ヴァントンゲルロー、ジャン・エリオンらがテオ・ファン・ドゥースブルフの協力を得て1931年2月15日に結成した「アプストラクシオン・クレアシオン（抽象・創造）」のグループに参加した。抽象化によって不可視の世界を表現しようとするこのグループには、カンディンスキー、モンドリアン、ジャン・アルプ、モホリ＝ナジ・ラースロー、クルト・シュヴィッタース、そして岡本太郎もパーレンと同じ1933年に参加したが、パーレンは1935年にエリオン、アルプとともに退会した。

### シュルレアリスム

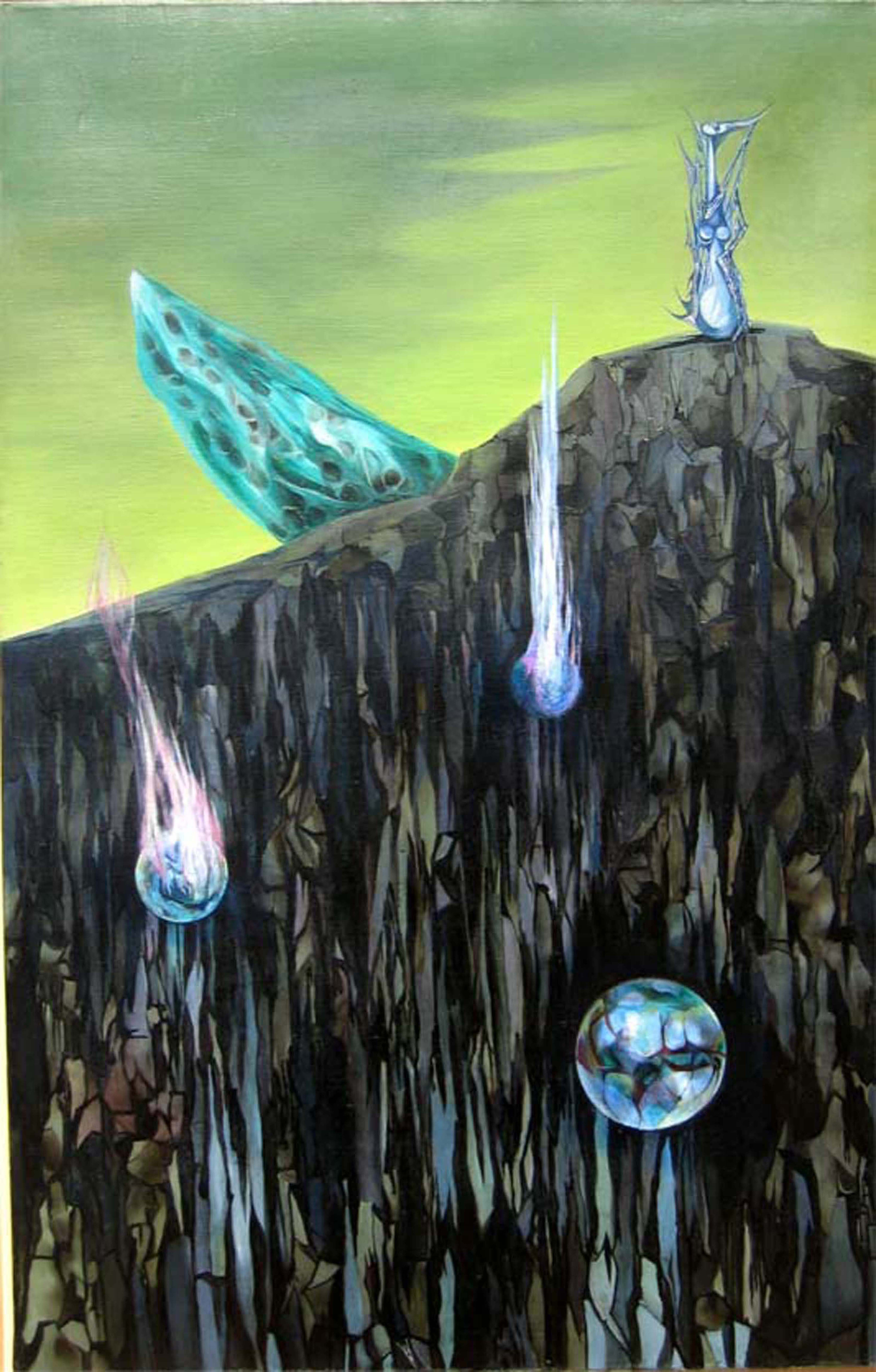
《禁じられた国》1936-1937年 (Paalen Archiv Berlin; 写真提供: Andreas Neufert)

1934年にフランスの詩人・画家のアリス・ラオンと結婚。同年、パリで最初の個展を開き、ペンローズに再会。彼を介してシュルリアリスムの詩人ポール・エリュアールに出会った。翌35年の夏には詩人・小説家のリーズ・ドゥアルムのサロンでアンドレ・ブルトンに出会い、ブルトンとペンローズの勧めで、1936年にロンドンで開催された国際シュルレアリスム展に参加するほか、ピエール画廊（画商ピエール・ローブは写真家ドゥニーズ・コロンの兄）で個展を開き、シャルル・ラットン画廊で行われたシュルレアリスム・オブジェ展にも出品した。国際シュルレアリスム展には、最初のフュマージュの作品を出品した。パーレンが考案したフュマージュ（fumage）は、濡れたキャンバス（後に水彩絵具で描いたキャンバス）の表面をろうそくの煙で燻して黒い跡を付ける技法で（フランス語のフュメ（fumer）は「煙草を吸う、燻す」の意）、幻影、亡霊、夢などを表現するシュルレアリスムの自動記述を絵画に応用したものとして、サルバドール・ダリの《秋のカニバリズム（人肉食）》（1936年）でもフュマージュと思われる技法が用いられている。
同年に制作し始め、翌年に完成させた代表作《禁じられた国》について、パーレン研究者のアンドレアス・ノイフェルトは、フュマージュの技法を取り入れた最初の大規模な作品であり、また、妻アリス・ラオンとピカソの関係を知ったパーレンが鬱状態に陥り、これを芸術に昇華させた作品であると説明している。

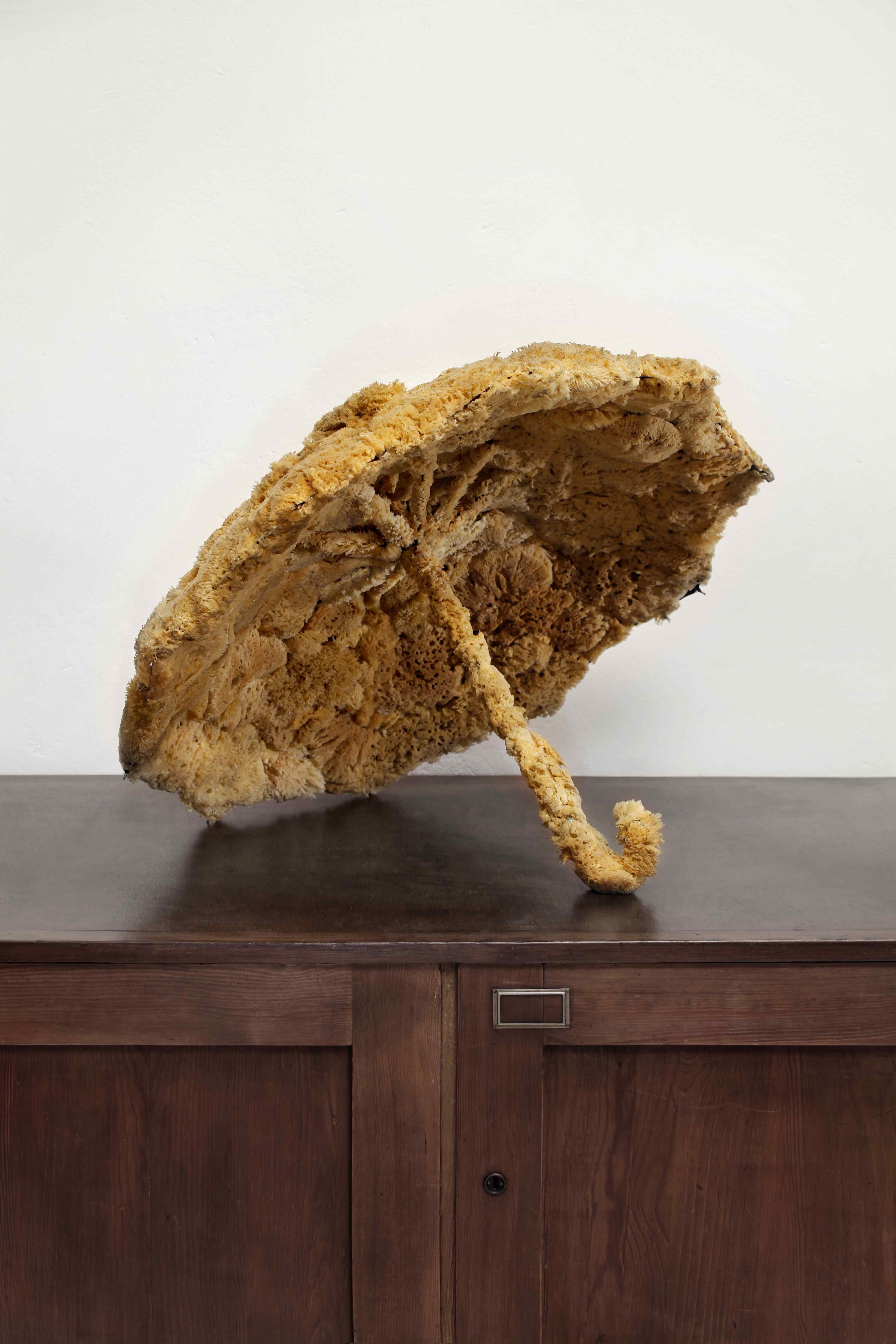
《関節のある雲 II》(ただし、これは国際シュルレアリスム展出品作ではなく、1940年制作の小さい作品）(Paalen Archiv Berlin; 写真提供: Andreas Neufert)

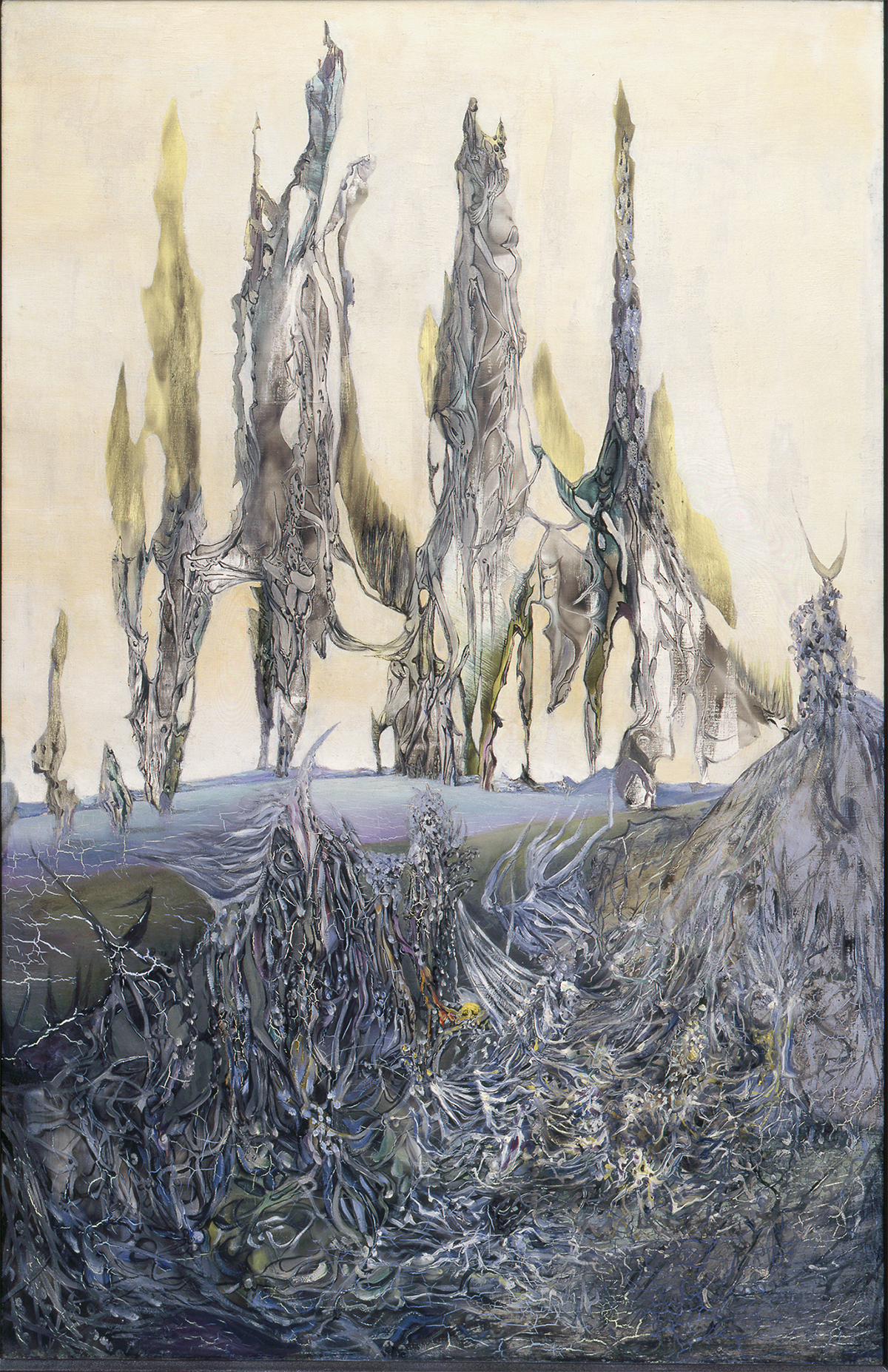
《異人たち》1937年 (Paalen Archiv Berlin; 写真提供: Andreas Neufert)

1938年にブルトンとエリュアールによってパリ8区フォーブール・サントノレ通りのジョルジュ・ウィルデンシュタイン画廊で開催された国際シュルレアリスム展では、マルセル・デュシャン、サルバドール・ダリ、マン・レイとともに企画に参加し、草や木の葉、泥などを使って入口・主展示室のインスタレーション「水と茂み」を制作した。さらに、スポンジに包まれた傘《関節のある雲》などのオブジェ、代表作《トーテムのような風景》などの絵画を発表した。ジョルジョ・デ・キリコ、マックス・エルンスト、パウル・クレー、アンドレ・マッソン、ジョアン・ミロ、ピエール・ロワらも出品したこの展覧会は、国際シュルレアリスム展のうちで最も重要なものであり、「パーレンが（シュルレアリスムの）運動に参加して僅か2年弱であったことを考慮すれば、この展覧会における彼の著しい挙用には留意される」。
また、前衛芸術雑誌『ミノトール』にも1936年6月から1939年5月の最終号まで継続的に作品を掲載した。アルベール・スキラを発行人、テリアードを美術主幹として1933年6月に創刊された同誌は、1937年の第10号からブルトン、エリュアール、デュシャンらが編集委員として参加し、事実上、シュルレアリスムの雑誌となり、とりわけ、ハンス・ベルメール、ポール・デルヴォー、ロベルト・マッタ、アルベルト・ジャコメッティらの活動の場であった。
上記のほか、《ファタ・アラスカ》、《均衡》、《異人たち》、《磁気嵐》、《恐怖に硬直した風景》、《太陽黒点》などのパーレンのシュルレアリスムの代表作は、ほとんど1937年と38年の2年間に集中的に制作・発表されている。

## メキシコ

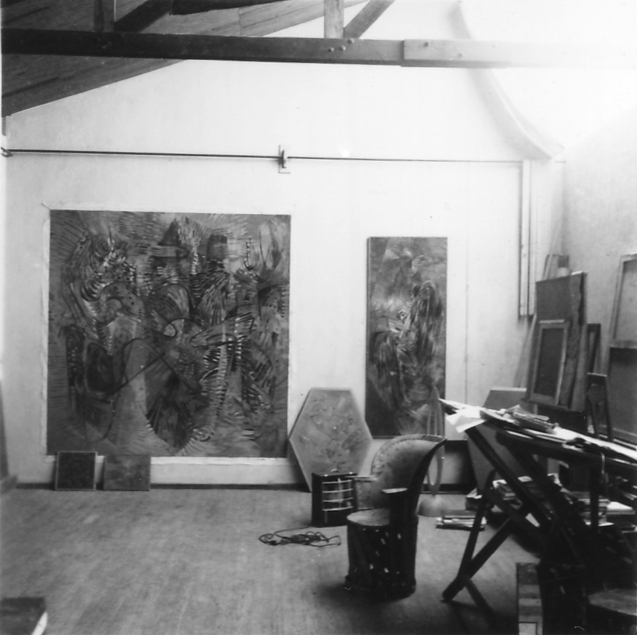
サン・アンヘル（メキシコシティ）のパーレンのアトリエ（パーレン自身による撮影、1946年頃）

### フリーダ・カーロとの出会い
第二次世界大戦が勃発する前年の1938年、ブルトンが「欧州文化の解毒剤を求めて」「シュルレアルな国」メキシコを訪れ、前年にメキシコに亡命したトロツキーとともに「独立革命芸術のために」と題する声明を起草し（ただし、トロツキーの代わりに画家ディエゴ・リベラが署名）、独立革命芸術国際連盟 (FIARI) を結成した。パーレンもまた、翌1939年にニューヨークを訪れ、米国でシュルレアリスムを紹介したジュリアン・レヴィーに出会い、米国を旅した後、秋にメキシコ美術画廊 (GAM) で開催される国際シュルリアリスム展の準備のためにメキシコシティに向かった。ここでフリーダ・カーロに会い、彼女の招きに応じてこの地に滞在する決意をした。

### DYN誌

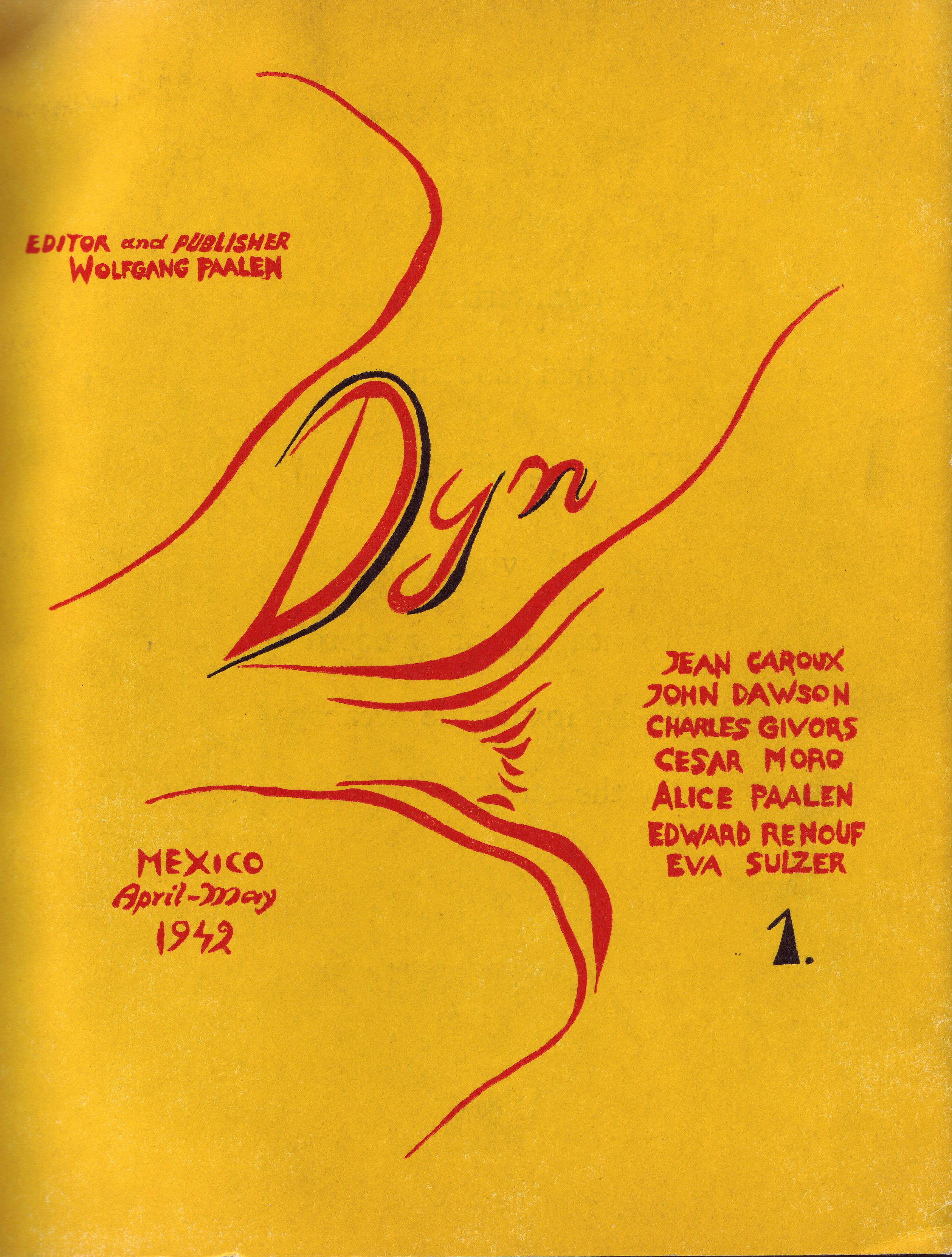
『DYN』誌創刊号（1942年、写真提供: Andreas Neufert）

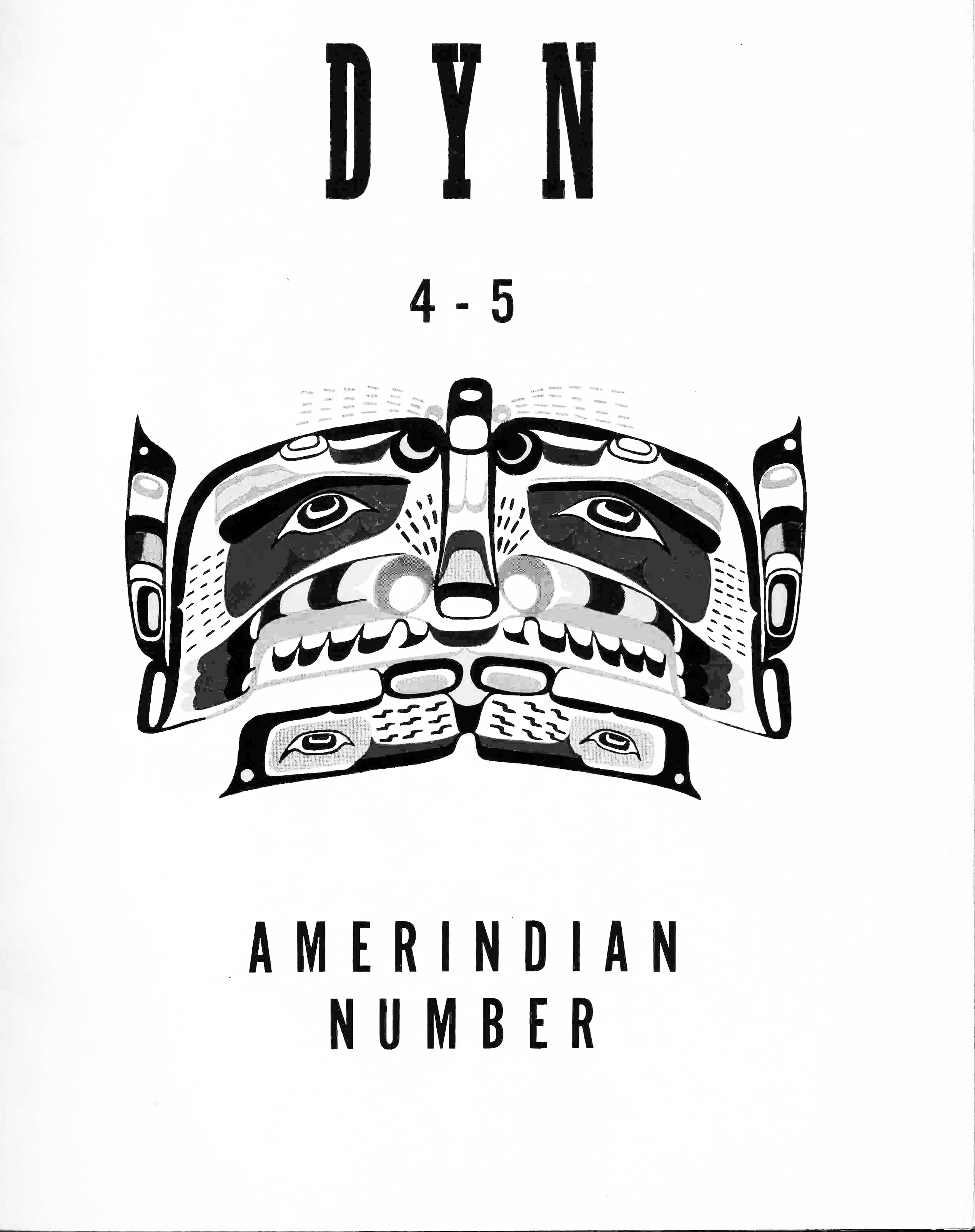
『DYN』誌第4-5号（アメリカ州の先住民特集、1943年、写真提供: Andreas Neufert）

環境の変化に応じてパーレンの作品世界も変化し、以後、彼はバーネット・ニューマン、ジャクソン・ポロック、ロバート・マザウェル、マーク・ロスコらとともに米国の抽象絵画、特に抽象表現主義の発展において重要な役割を果たすことになる。また、アメリカ先住民の文化、量子論、およびマルクス主義の影響を受けた芸術理論を展開し、発表の場として1942年に芸術雑誌『DYN (ディン)』を創刊した。DYNの語源は、ギリシャ語の「可能な限り（κατὰ τὸ δυνατόν）」である。本誌はメキシコシティだけでなく、ニューヨーク、パリ、ロンドンでも配布された。創刊号に掲載されたパーレンの「シュルレアリスムよ、さらば」と題する記事は、第二次大戦下、ニューヨークに亡命していたブルトン、デュシャン、エルンストらフランスのシュルレアリストに衝撃を与えた。パーレンは、シュルレアリスムを「未来志向がなく・・・既存の精神状態や悪夢を映し出すだけの鏡のような装置」であり、「袋小路」であると批判したのである。『DYN』誌の編集にはマザウェルのほか、画家ミゲル・コバルビアス、詩人セサル・モロ、小説家ヘンリー・ミラー、アナイス・ニン、画家ゴードン・オンスロー・フォードらが参加し、表紙にはマザウェル、ポロック、マヌエル・アルバレス・ブラボ、アリス・ラオン、ロベルト・マッタ、ハリー・ホルツマン、ヘンリー・ムーアらの作品が掲載された。また、内容的にも詩、視覚芸術、人類学、哲学など多岐にわたるテーマを取り上げている。

### 先住民の文化
「抽象芸術はすべて霊的である」、「芸術、科学、宗教は分かち難い」と主張するパーレンは、人類学者フランツ・ボアズの影響を受けて文化多元主義に基づく芸術理論を提唱し、特にキクラデス諸島からメキシコ、太平洋岸北西部まで様々な先住民の文化、神話、儀式などを研究し、1941年以降に発表された《自由な空間》、《宇宙での初演》、《未来の祖先》などの、シュルレアリスム時代のものとは全く異なる一連の作品に取り入れている。
1943年にイサム・ノグチを介してベネズエラ生まれの芸術家ルシータ・ウルタード・デル・ソラールに出会い、46年にアリス・ラオンと離婚し、ルシータと結婚、メキシコの市民権を取得した。ルシータとともにオルメカやマヤ文明について調査し、工芸品等を蒐集した。民族学的に重要なこれらの蒐集品の多くは、現在ニューヨークのメトロポリタン美術館に所蔵されている。

## アメリカ合衆国、再びフランス、メキシコ
1948年、ルシータとともにカリフォルニア州マリン郡ミルバレーに移住。ここで、ゴードン・オンスロー・フォード、リー・マリカンとともに「DYN」の活動を受け継ぐ新グループ「ダイナトン (Dynaton)」を結成し、同年および1950年にサンフランシスコでダイナトン展を開催した。これは、再び欧州のシュルレアリスムの影響を受けながら、宇宙と自然の諸要素を取り入れ、「無意識の精神の超越的な力」を表現しようとする試みである。
だが、パーレンは、メキシコに戻ってブルトンとの関係を回復したいと願っていた。1951年、ルシータと離婚してメキシコに向かい、渡仏。パリに3年間滞在した。滞在中はシュルレアリスムの画家カート・セリグマンのもとに身を寄せ、ブルトンと和解すると、夏の間は彼がサン＝シルク＝ラポピー（オクシタニー地域圏ロット県）に購入した古い宿屋に滞在し、再びブルトンを中心とするシュルレアリスムの活動に参加した。ブルトンが創刊した『媒体 ― シュルレアリスム・コミュニカシオン』誌第2号（1954年刊行）ではパーレン特集が組まれ、ブルトンのほか、メキシコで交友を深めたバンジャマン・ペレ、ジュリアン・グラックらが寄稿している。
1954年にメキシコに戻ったパーレンは双極性障害など健康上の問題を抱えていたため、ゴードン・オンスロー・フォードとエヴァ・スルザーの支援を得て、モレロス州のテポストランで古い家を購入し、以後、亡くなるまでここに暮らし、フランスの作家アンドレ・ピエール・ド・マンディアルグやメキシコの詩人オクタビオ・パスを招いた。この時期、パーレンは絵画だけでなく、戯曲や短編小説も執筆し、体調が悪いにもかかわらず、精力的な活動を行った。1959年9月24日の夜、気分がすぐれないときにしばしば滞在していた、テポストランの南西約100キロのところにあるタスコのホテルを出て、丘に向かった。翌日、遺体で発見された。拳銃自殺であった。享年54歳。

## 作品

### 主な作品
主に公式ウェブサイトの主な作品《ART》による（画像もこのサイトに掲載されている）。
| 作品名（仮訳）                                 | 原題                                     | 年      | 備考 |
| ---------------------------------------------- | ---------------------------------------- | ------- | --- |
| 《ドストエフスキーのカラマーゾフのための挿絵》 | Illustration for Dostojevsky’s Karamazov | 1923    | 個人蔵（ベルリン）                                                                                                |
| 《根を使ったオブジェ》                         | Objet fait avec racine                   | 1933    | オブジェ |
| 《通知》                                       | L’avertissement                          | 1934    | 抽象画、個人蔵（Galerie Döbele、ドレスデン）                                                                      |
| 《雨の多様性》                                 | Variétés de la pluie                     | 1935    | 素描、個人蔵（ベルリン）                                                                                          |
| 《踏切》                                       | Passage à niveau                         | 1935    | オブジェ |
| 《2つの頭》                                    | Deux Tetes II                            | 1935    | 抽象画、油彩・テンペラ（キャンバス）95.9 x 128.3 cm                                                               |
| 《月時計》                                     | Cadran Lunaire                           | 1935    | 抽象画、油彩・テンペラ（キャンバス）130.8 x 83.8 cm                                                               |
| 《嵐の車輪》                                   | La Roue de l’orage                       | 1936    | 抽象画、油彩（キャンバス）                                                                                        |
| 《光の塔》                                     | Les tours de lumière                     | 1936    | シュルレアリスム、油彩（キャンバス）41 x 33 cm                                                                    |
| 《禁じられた国》                               | Pays interdit                            | 1936-37 | シュルレアリスム、油彩・フュマージュ（キャンバス）個人蔵（ベルリン）194.6 x 128.9 cm                              |
| 《トーテムのような風景》                       | Paysage totémique                        | 1937    | シュルレアリスム、Gertrud Parker Collection（カリフォルニア州ティブロン）                                         |
| 《ファタ・アラスカ》                           | Fata Alaska                              | 1937    | シュルレアリスム、個人蔵（ブリュッセル）                                                                          |
| 《均衡 ― 解釈された夢、ゴシック》              | La balance                               | 1937    | シュルレアリスム、油彩（キャンバス）99 x 72.5 cm、個人蔵（Gallery Wendi Norris、サンフランシスコ）                |
| 《トーテムのような風景》                       | Paysage totémique                        | 1937    | シュルレアリスム、Lucid Art Foundation（カリフォルニア州インヴァネス）                                            |
| 《異人たち》                                   | Les étrangers                            | 1937    | シュルレアリスム、個人蔵（ニューヨーク）                                                                          |
| 《空間の策略》                                 | Le génie de l'espèce                     | 1938    | オブジェ（骨を使った拳銃の造形）フランツ・マイヤー美術館（メキシコシティ）                                        |
| 《磁気嵐》                                     | Orages magnétiques                       | 1938    | シュルレアリスム、油彩（キャンバス）74 x 102 cm、Weinstein Gallery（サンフランシスコ）                            |
| 《恐怖に硬直した風景》                         | Pays medusé                              | 1938    | シュルレアリスム、個人蔵（パリ）                                                                                  |
| 《土星の王子たちの戦い III》                   | Combat des princes saturniens III        | 1939    | シュルレアリスム、油彩（キャンバス）100 x 73 cm、個人蔵（Gallery Wendi Norris、サンフランシスコ）                 |
| 《蛸の空》                                     | Ciel de pieuvre                          | 1938    | シュルレアリスム、個人蔵（Galerie Malingue、パリ）                                                                |
| 《土星の王子たちの戦い II》                    | Combat des princes saturniens II         | 1938    | シュルレアリスム、個人蔵（ニューヨーク）                                                                          |
| 《太陽黒点》                                   | Taches solaires                          | 1938    | シュルレアリスム、油彩・フュマージュ（キャンバス）129.5 x 99 cm、個人蔵（Gallery Wendi Norris、サンフランシスコ） |
| 《西洋杉になった小妖精》                       | Lutin cedré                              | 1938    | フュマージュ、個人蔵（ベルリン）                                                                                  |
| 《無題》                                       | Untitled                                 | 1939    | 墨、テンペラ（木の葉または樹皮）25.4 x 12.7 cm                                                                    |
| 《関節のある雲 II》                            | Nuage articulé II                        | 1940    | オブジェ、個人蔵（ベルリン）                                                                                      |
| 《正確な時間 II》                              | L’heure exacte II                        | 1940    | オブジェ、個人蔵（ベルリン）                                                                                      |
| 《無題》                                       | Untitled                                 | 1940    | 抽象画、油彩・フュマージュ（キャンバス）40.6 x 40.6 cm                                                            |
| 《自由な空間》                                 | Espace libre                             | 1941    | 抽象画、Lucid Art Foundation（カリフォルニア州インヴァネス）                                                      |
| 《宇宙での初演》                               | Les premières spatiales                  | 1941-44 | 抽象画、個人蔵（スイス）                                                                                          |
| 《宇宙進化論者》                               | Les cosmogones                           | 1944    | 抽象画、244 x 236 cm、Weinstein Gallery（サンフランシスコ）                                                       |
| 《通夜》                                       | El Velorio                               | 1946    | 抽象画、オーストリア絵画館                                                                                        |
| 《未来の祖先》                                 | Ancêtres à venir                         | 1947    | 抽象画、個人蔵（ニューヨーク）                                                                                    |
| 《メキシコの祭り》                             | Fête mexicaine                           | 1947    | 抽象画、Weinstein Gallery（サンフランシスコ）                                                                     |
| 《モニュメントのための試作》                   | Projet pour un monument                  | 1948    | オブジェ（木）114 x 25 cm、Lucid Art Foundation（カリフォルニア州インヴァネス）                                   |
| 《熱帯の夜》                                   | Nuit tropicale                           | 1948    | 抽象画、油彩（キャンバス）149 x 140 cm                                                                            |
| 《使者たち》                                   | Messagers                                | 1949    | 抽象画 |
| 《3つの極のある使者》                          | Le Messager des trois Pôles              | 1949    | 抽象画、油彩（キャンバス）203 x 155 cm                                                                            |
| 《心の水晶》                                   | Crystals of the Mind                     | 1950    | 抽象画、油彩（板）144.8 x 105.4 cm                                                                                |
| 《無題》                                       | Untitled                                 | 1951    | 抽象画、油彩（キャンバス）18 x 27 cm（Gallery Wendi Norris、サンフランシスコ）                                    |
| 《投げられた石》                               | La pierre lancée                         | 1953    | 抽象画、個人蔵（Gallery Wendi Norris、サンフランシスコ）                                                          |
| 《経度局》                                     | Bureau de Longitudes                     | 1954    | 抽象画、油彩・フュマージュ（キャンバス）55 x 198 cm                                                               |

### 所蔵美術館
ウェンディ・ノリス画廊（サンフランシスコ）の一覧参照。ただし、各サイトでの検索結果から作品数は少ないと思われる。
- シカゴ美術館
- バークシャー美術館（英語版）
- バークレー美術館
- ポンピドゥー・センター内国立近代美術館
- 国立近代美術館 (ローマ)（英語版）
- イスラエル博物館
- ボーフム美術館
- ロサンゼルス郡美術館
- ストックホルム近代美術館
- カリージョ・ヒル美術館（スペイン語版）
- 近代美術館 (メキシコシティ)（英語版）
- フランツ・マイヤー美術館
- フリーダ・カーロ美術館（メキシコシティ・コヨアカン）
- ウィーン・ルートヴィヒ財団近代美術館
- ニューヨーク近代美術館
- オーストリア絵画館
- サンフランシスコ近代美術館
- ドレスデン美術館
- ノイエ・マイスター絵画館
- ソロモン・R・グッゲンハイム美術館
- テート・モダン
- テルアビブ美術館（英語版）

## 参考資料
- Andreas Neufert, Wolfgang Paalen. Im Inneren des Wals, Monografie, Schriften und Oevrekatalog, Vienna/New York (Springer) 1999
- Andreas Neufert, Auf Liebe und Tod, Das Leben des Surrealisten Wolfgang Paalen, Berlin (Parthas) 2015
- Andreas Neufert, BIOGRAPHY - Wolfgang Paalen Society (Wolfgang Paalen Gesellschaft e.V.)
- Wolfgang Paalen - Solomon R. Guggenheim Foundation
- Wolfgang Paalen - Weinstein Gallery
- Wolfgang Paalen - Gallery Wendi Norris
- Andreas Neufert, Franz Smola, Wolfgang Paalen (1905–1959) - An Austrian Surrealist in Paris and Mexico - Österreichische Galerie Belvedere
- Frieze Masters - Wolfgang Paalen and Abstract Spiritualism - Gallery Wendi Norris
- Andreas Neufert, Wolfgang Paalen's Implicit Spaces (Translated from the German by Eva Wilson)